# B. B. Kahane
Benjamin „B. B.“ Kahane (* 30. November 1891 in Chicago; † 18. September 1960 in Las Vegas) war ein US-amerikanischer Filmproduzent.

## Leben
Nach seinem Abschluss am Chicago Kent Collage of Law im Jahr 1912 praktizierte B. B. Kahane mehrere Jahre als Anwalt. Ab 1919 war er zunächst als Berater in Rechtsfragen für RKO Pictures in Hollywood tätig. 1932 wurde er zum Präsidenten der RKO ernannt. Vier Jahre später fungierte er erstmals auch als ausführender Filmproduzent, wie für den Film Ein aufsässiges Mädchen (1936) mit Katharine Hepburn. Noch im selben Jahr wechselte er zu Columbia Pictures, wurde dort Vizepräsident und produzierte Charles Vidors The Lady in Question (1940), den ersten gemeinsamen Film von Rita Hayworth und Glenn Ford. 
Für seine Verdienste hinter den Kulissen der Filmindustrie erhielt er 1958 einen Ehrenoscar. Ein Jahr darauf wurde er zum Präsidenten der Academy of Motion Picture Arts and Sciences ernannt. Dieses Amt hatte er bis zu seinem Tod im Jahr 1960 inne.

## Filmografie
- 1936: Love on a Bet
- 1936: Ein aufsässiges Mädchen (A Woman Rebels)
- 1939: There’s That Woman Again
- 1939: Those High Grey Walls
- 1940: The Lady in Question
- 1941: Her First Beau

## Auszeichnungen
- 1958: Ehrenoscar für seine Verdienste um die Filmindustrie